# Galaxy (canal de televisão)
Galaxy (também conhecido como The Galaxy Channel ou Galaxy TV) foi um canal de televisão por satélite britânico, de propriedade e operado pela British Satellite Broadcasting.
Focado em entretenimento, o canal era um dos cinco da BSB, com sede na Marco Polo House em Battersea.

## História

### Logotipo
O logotipo do Galaxy, assim como todos os logotipos da BSB, recebeu aclamadas críticas. No site TV Ark, um arquivo da história da apresentação da televisão britânica, Hayden Walker escreveu: "Não há dúvida de que a identidade da BSB era um design sério e coerente. O projeto de trabalho durou mais de um ano e contou com a participação de designers de produtos, criadores de modelos, compositores e outros especialistas. As identidades da BSB surgiram com uma clareza impressionante, com uma proposta de imagem sofisticada. Elegantes e distintas, tanto na tela quanto na impressão, as identidades criadas pela Lambie-Nairn contavam histórias".
Sobre o logotipo do Galaxy em particular, Walker disse: "A identidade tinha uma suavidade encantadora, com espirais animadas de cores e estrelas".

### Arquivos do canal
Além de Jupiter Moon e muitos dos programas importados pelo Galaxy, a maioria da programação original criada para o canal, como Up Yer News e The Happening, está atualmente desaparecida. Esses programas foram feitos por várias empresas de produção independentes, como a Noel Gay Television, e tanto o canal quanto as produtoras apagaram suas cópias originais, cada uma achando que a outra teria guardado a sua.

### Encerramento
Após a fusão da BSB com a Sky, foi decidido transferir o transponder do Galaxy para o Sky One, que apenas incorporou alguns programas do Galaxy em sua programação. O Galaxy foi desativado definitivamente em 2 de dezembro de 1990.